# La Cage aux Folles (opera teatrale)
La Cage aux Folles è una commedia del drammaturgo francese Jean Poiret, rappresentata per la prima volta a Parigi nel 1973.

## Trama
Georges e Albin sono una coppia gay di mezz'età che gestisce un locale di drag queen a Saint-Tropez, in cui lo stesso Albin si esibisce con il nome di Zaza. Il sereno equilibrio della coppia viene bruscamente interrotto dal ritorno a casa di Laurent, il figlio che Georges aveva avuto anni prima e che ha cresciuto insieme ad Albin. Il giovane si è fidanzato, ma il padre dalla futura sposa è un politico della destra conservatrice, che non accetterebbe mai dei consuoceri omosessuali. Per far sì che la famiglia dell'amata Muriel Dieulafoi le conceda di sposarlo, Laurent chiede al padre biologico di incontrare la famiglia della fidanzata senza Albin e fingere di essere eterosessuale.
Albin è molto ferito dalla richiesta di Laurent, che ama come un figlio, ma riesce comunque ad averla vinta, almeno in parte: quando la famiglia di Muriel arriva a Saint Tropez per conoscere i futuri consuoceri, Albin si presenta vestito da donna e finge di essere la madre di Laurent. Albin affascina i genitori di Anne con il suo carisma e la sua simpatia, ma alla fine finisce per tradirsi e rivelare la propria identità di uomo. Le minacce del padre di Muriel di mandare a monte il matrimonio sono interrotte dalla notizia che la stampa ha saputo che il noto politico conservatore si trovi in un locale per omosessuali e l'uomo capisce che presto verrà messo alla gogna mediatica. Ma Albin, che si è riappacificato con il figlio, ha una soluzione e riesce a far uscire inosservato il futuro consuocero travestendolo da drag queen.

## Debutto
La Cage aux Folles debuttò al Théâtre du Palais-Royal di Parigi il 1º febbraio 1973, con Michel Serrault e lo stesso Poiret nei ruoli dei due protagonisti. La commedia ottenne un clamoroso successo e rimase in cartellone per quasi milleottocento rappresentazioni.

## Adattamenti
Oltre alla popolarità sulle scene internazionali, La Cage aux Folles ha goduto di numerosi adattamenti di grande successo. Nel 1978 viene portata al cinema nel film Il vizietto di Édouard Molinaro con Ugo Tognazzi e Michel Serrault nel ruolo che aveva già interpretato a teatro cinque anni prima; il film ha ottenuto tre candidature ai premi Oscar, tra cui quello per la sceneggiatura non originale. Il film ha avuto anche due sequel Il vizietto II (1980) e Matrimonio con vizietto (1984).
Nel 1983 la commedia è stata riadattata in musical originale, anch'esso intitolato La Cage aux Folles, con colonna sonora di Jerry Herman e libretto di Harvey Fierstein. La colonna sonora dello show comprende la celebre canzone I Am What I Am, portata al successo da Gloria Gaynor. Anche il musical si rivelò un successo e la produzione originale rimase in cartellone a Broadway per oltre millesettecento rappresentazioni, vincendo anche il Tony Award al miglior musical; lo spettacolo è stato riproposto altre due volte a Broadway e due volte sulle scene londinesi, oltre a contare innumerevoli produzioni in Australia, Germania, Spagna, Messico, Estonia, Portogallo, Italia, Olanda, Danimarca, Tailandia, Corea, Svezia, Israele, Ungheria e Hong Kong.
Nel 1996 Mike Nichols ha diretto un secondo adattamento cinematografico della commedia, intitolato Piume di struzzo (The Birdcage) e sceneggiato da Elaine May; nel cast recitavano Nathan Lane e Robin Williams nel ruolo del due protagonisti.